# Vanne (affluent de la Sienne)
Pour les articles homonymes, voir Vanne (homonymie).
La Vanne est une rivière française de Normandie, affluent de la Sienne en rive droite, dans le département de la Manche.

## Géographie
La Vanne prend sa source dans la commune de Notre-Dame-de-Cenilly et prend la direction de l'ouest. Elle se joint aux eaux de la Sienne entre Quettreville-sur-Sienne et Contrières, après un parcours de 20 km dans le Coutançais.